# Maroko na Letnich Igrzyskach Olimpijskich 2008
Maroko na Letnich Igrzyskach Olimpijskich 2008 reprezentowało 57 sportowców w 7 dyscyplinach.
Był to 12. start reprezentacji Maroka na letnich igrzyskach olimpijskich.

## Zdobyte medale
| Medal  | Zawodnik       | Dyscyplina sportowa | Konkurencja          |
| ------ | -------------- | ------------------- | -------------------- |
| Srebro | Dżawad Gharib  | Lekkoatletyka       | maraton mężczyzn     |
| Brąz   | Hasna Benhassi | Lekkoatletyka       | bieg na 800 m kobiet |